# 손혜영
손혜영(1980년 2월 25일~)은 조선민주주의인민공화국의 양궁 선수이다. 2008년 하계 올림픽에서 조선민주주의인민공화국 대표 선수로 참가했다.